# 7394 Xanthomalitia
7394 Xanthomalitia eller 1985 QX4 är en asteroid i huvudbältet som upptäcktes den 18 augusti 1985 av den rysk-sovjetiske astronomen Nikolaj Tjernych vid Krims astrofysiska observatorium på Krim. Den har fått sitt namn efter Leonid Vasil'evich Xanthomaliti.
Asteroiden har en diameter på ungefär 32 kilometer och den tillhör asteroidgruppen Hilda.